# Чарлз Фіцрой, 10-й герцог Графтон
Чарльз Альфред Юстон Фіцрой, 10-й герцог Графтон (4 червня 1892 — 11 листопада 1970), відомий як Чарльз Фіцрой, до 1936 року — британський аристократ, військовий, політик і фермер.

## Предки і освіта
Він народився в Юстон-Голлі поблизу Тетфорда, старший син преподобного лорда Чарлза Едварда Фіцроя та його дружини, шановної Ісмей Фіцрой, доньки Чарлза Фіцроя, 3-го барона Саутгемптона. Його бабусею і дідусем по батькові були Август Фіцрой, 7-й герцог Графтон, і Анна Бальфур. Інший предок, Енн Воррен, була донькою адмірала сера Пітера Воррена та нащадком родини Шуйлер, Ван Кортлендт і Делансі, усіх з Британської Північної Америки.
Він здобув освіту у Веллінґтоні, а потім у Королівському військовому коледжі в Сандгерсті.

## Військова кар'єра
У 1911 році він приєднався до Royal Welch Fusiliers, які дислокувалися в Кветті на території сучасного Пакистану. У 1914 році, незабаром після початку Першої світової війни, він виїхав до Франції, а в 1917 році був призначений ад'ютантом і контролером лорда Бакстона, генерал-губернатора Південної Африки. Він залишався в Південній Африці до 1920 року. У 1921 році демобілізувався з армії.

## Сільське господарство
Після звільнення з армії він став фермером у Коні-Вестоні у Саффолку. З 1927 до 1936 року він був земельним агентом дядька своєї першої дружини по материнській лінії, Оуена Г’ю Сміта, у Лангемі, Ратленд. У 1936 році він змінив свого двоюрідного брата на посаді герцога Графтона і успадкував сімейні маєтки в Юстон-Голлі.

## Сім'я
Він одружився, спершу з леді Дорін Марією Джозефою Сідні Бакстон (29 листопада 1897 – 28 липня 1923), дочкою свого командира Сідні Бакстона, 1-го графа Бакстона, та його дружини, Мілдред Енн Сміт, 24 січня 1918 року. У них було троє дітей:
- Г'ю Деніс Чарлз Фіцрой, 11-й герцог Графтон (3 квітня 1919 – 7 квітня 2011).
- Леді Енн Мілдред Ісмей Фіцрой (7 серпня 1920 – 4 листопада 2019), вийшла заміж за майора Коліна Далзелла Маккензі та мала з ним дітей.
- Лорд Чарлз Олівер Едвард Фіцрой (13 липня 1923 – 6 серпня 1944), загинув у бою; неодружений.

Через рік після смерті першої дружини він одружився з Люсі Елеонор Барнс (25 грудня 1897 – 11 вересня 1943), дочкою сера Джорджа Стапілтона Барнса та його дружини Сибіл де Гурне Бакстон. Церемонія відбулася 6 жовтня 1924 року. Люсі була двоюрідною сестрою першої дружини Чарльза. У них було двоє дітей:
- Лорд Едвард Ентоні Чарлз Фітцрой (26 серпня 1928 – 25 листопада 2007), одружився з Веронікою Мері Раттледж і мав дітей.
- Лорд Майкл Чарлз Фіцрой (18 березня 1932 – 15 липня 1954), помер на Соломонових островах (зник безвісти, імовірно потонув).

Через рік після смерті своєї другої дружини він одружився втретє з Рітою Емілі Карр-Еллісон (24 жовтня 1911 – 24 серпня 1970), донькою Джона Ральфа Карр-Еллісона та його дружини Аліси Урсули Ленґ. Церемонія відбулася 18 липня 1944 року.
Він помер у Бері-Сент-Едмундсі 11 листопада 1970 року.

## Зовнішні посилання
- Hansard 1803–2005: contributions in Parliament by the Duke of Grafton

| Попередник Джон Фіцрой, 9-й герцог Графтон | Герцог Графтон 1936—1970 | Спадкоємець Г'ю Фіцрой, 11-й герцог Графтон |